# Stephaniellidium sleumeri
Stephaniellidium sleumeri är en bladmossart som först beskrevs av Karl Müller, och fick sitt nu gällande namn av S.Winkl. och Riclef Grolle. Stephaniellidium sleumeri ingår i släktet Stephaniellidium och familjen Arnelliaceae. Inga underarter finns listade i Catalogue of Life.